# Johann Georg Bach I
Johann Georg Bach (Eisenach, 1751. szeptember 30. – Eisenach, 1797. április 12.), Johann Ernst Bach fia.
1777-től udvari és városi orgonista az eisenachi Szt. György templomban. Zenét is szerzett, de művei nem maradtak fenn az utókor számára.